# Drużyna Putina
Drużyna Putina - ruch społeczny stworzony 2 listopada 2017 roku przez hokeistę NHL Aleksandra Owieczkina. Jego głównym celem było wsparcia prezydenta Rosji Władimira Putina podczas kampanii prezydenckiej w Rosji w 2018 roku.

## Działalność
Ruch wsparcia założony przez Owieczkina był następstwem jego osobistych relacji z Władimirem Putinem. W 2011 roku hokeista zdradził w rozmowie z mediami, że posiada on prywatny numer telefonu do Putina. W lipcu 2016 roku, przy okazji ślubu Owieczkina, prezydent Rosji wręczył mu specjalny prezent ślubny. Kilka tygodni wcześniej polityk zadzwonił do pary, aby pogratulować im wspólnej przyszłości. W sierpniu tego samego roku Owieczkin wziął udział imprezie sportowej w Soczi, która była poświęcona sztukom walki. Hokeista także pojawił się wówczas u boku Putina.
Informacja o utworzeniu ruchu społecznego mającego na celu wesprzeć kampanię prezydencką Władimira Putina po raz pierwszy została ogłoszona 2 listopada 2017 za pośrednictwem profilu Owieczkina w serwisie Instagram. 23 listopada Owieczkin ogłosił zaś, że Drużyna Putina ma własną stronę internetową. Hokeista zachęcał swoich zwolenników do rejestrowania się na stronie, śledzenia najnowszych informacji, uczestniczenia w konkursach i wydarzeniach organizowanych przez ruch.
Oficjalny komunikat udostępniony przez Owieczkina brzmiał: „Osobiste osiągnięcia i medale - to wszystko jest wspaniałe, ale w hokeju, jak we wszystkim, aby wygrać, ważne jest posiadanie silnego zespołu. Tylko zespół jest w stanie zmienić przebieg meczu, osiągnąć niemożliwe. Ostatnio w prasie zachodniej porównywano nas do zespołu Putina. Bardzo spodobało mi się to porównanie. Osobiście jestem gotowy, aby zostać członkiem tej drużyny. Nigdy nie ukrywałem moich relacji z naszym prezydentem, zawsze otwarcie go wspierałem. Jestem pewien, że wielu z nas popiera Władimira Putina. Zjednoczmy się i pokażmy wszystkim silną i zjednoczoną Rosję. Dziś chcę ogłosić ruch społeczny w imieniu Drużyny Putina. Być częścią tej drużyny - dla mnie to zaszczyt, to jak uczucie, gdy zakładasz koszulkę reprezentacji Rosji, wiedząc, że cały kraj Ci kibicuje”.
Owieczkin zaznaczał, że pomysł utworzenia Drużyny Putina był wyłącznie jego, a samo ugrupowanie ma charakter apolityczny. Źródła należące do Kremla podały jednak, że za utworzeniem organizacji stała rosyjska agencja, IMA-Consulting. Ruch ten zyskał również poparcie Władimira Putina.
Zaraz po utworzeniu tego ruchu społecznego w jego szeregi wstąpiło wielu rosyjskich sportowców, aktorów, muzyków czy działaczy społecznych, w tym Jelena Isinbajewa, Siergiej Tietiuchin, Nikołaj Rastorgujew, Polina Gagarina, Dima Biłan, Ilja Kowalczuk, Andriej Merzlikin, Pawieł Bure, Jewgienij Pluszczenko, Nikołaj Baskow, Siergiej Krikalow, Michaił Galustyan, Aleksandr Legkow, Anton Szypulin, Iwan Czeriezow czy Aleksandr Karelin.